# Регалиан
Регалиа́н (лат. Regalianus; 215, Дакия — 260, Карнунт) — римский император-узурпатор в 260 году. В источниках о нём содержится отрывочная информация. Известно, что он поднял мятеж против Галлиена, возглавляя войска в Паннонии, но потерпел поражение и погиб.

## Биография

### Жизнь до прихода к власти
О происхождении и карьере Регалиана практически ничего неизвестно. Требеллий Поллион, автор жизнеописания Регалиана в «Истории Августов» рассказывает, что он был выходцем из Дакии и находился в родстве с последним дакийским царем Децебалом. Хотя такая информация выглядит в некотором плане притягательной, но она вряд ли является правдой. Тем не менее, с уверенностью можно говорить о принадлежности Регалиана к сенаторскому сословию. Данная версия подтверждается его браком с Сульпицией Дриантиллой, женщиной знатного происхождения. По всей видимости, Регалиан выдвинулся при Валериане.
Имя этого узурпатора в нарративных источниках звучит по-разному: Регилиан (лат. Regilianus), Региллиан (лат. Regillianus), Требеллиан (лат. Trebellianus). В легендах монет же он фигурирует как P. C. Regalianus. Историк Дитмар Кинаст расшифровывает его родовое имя как «Корнелий».

### Узурпация и гибель
В биографии Регалиана в «Истории Августов» сообщается, что он «стал императором по почину мёзийцев, которые до того были побеждены вместе с Ингенуем, и против чьих родичей тяжело свирепствовал Галлиен».
Точно установить дату выступления Регалиана невозможно, ясно лишь, что оно произошло спустя некоторое время после подавления восстания Ингенуя. Версия о том, что оно было прямым продолжением мятежа Ингенуя признана учеными несостоятельной. Считается, что между двумя восстаниями был перерыв. Галлиен недолго оставался в придунайских провинциях и вскоре в связи с провозглашением императором Постума и крупным нападением франков и алеманнов на Италию был вынужден отправиться на запад государства. Перед отбытием государь оставил во главе придунайских войск Регалиана. Должность, которую он занимал, точно, однако не известна — в «Истории Августов» он назван «лат. Illyrici dux» — дуксом Иллирика, однако в третьем веке такой должности ещё не существовало, она появилось только в четвёртом. Рассчитывая, видимо, что Галлиену не удастся разрешить все появившиеся перед ним проблемы, Регалиан восстал и объявил себя императором. Кроме того, таким образом он заполнял вакуум власти, возникший в результате отъезда Галлиена из придунайских провинций, нуждавшихся в сильном руководителе из-за угрозы вторжения извне. В жизнеописании Регалиана так излагаются обстоятельства его прихода к власти:

Он заработал царство благодаря замечательной шутке. Как-то, когда воины обедали вместе с ним, нашелся один заместитель трибуна, который сказал: «Откуда, по-вашему, происходит имя Регилиана?», а другой тут же: «По-нашему, от слова „царство“ (regnum)». Тогда присутствовавший при этом школьный учитель стал, словно по грамматике, склонять: «Царь, царя, царю, Регилиан». Воины: а люди этого рода склонны быстро осуществлять то, о чём они думают — «Значит, он может быть царем?». Также другой: «Значит, он может управлять нами?». Также третий: «Бог возложил на тебя царское имя».

Впрочем, эта история, как и письмо Клавдия Готского, приведённое там же, в котором последний высоко превозносит Регалиана, являются явной выдумкой автора биографии и никакой исторической ценности не имеют. В вопросе о том, какие силы были в распоряжении у Регалиана, исследователи высказывают разные мнения. Как предполагает А. Добо, под его управлением находились обе Мёзии и обе Паннонии, но, возможно, армия Нижней Паннонии сохранила верность Галлиену. Ю. К. Колосовская считала, что под властью Регалиана были легионы обеих Панноний, Верхней Мёзии и, предположительно, Дакии. А. Альфёльди на основании анализа нумизматических источников выдвинул гипотезу, что Регалиан распоряжался двумя легионами Верхней Паннонии (X Парный легион, XIV Парный легион), XIII Парным легионом из Дакии и XI Клавдиевым легионом из Нижней Мёзии.
Узурпация Регалиана, видимо, продолжалась в течение большего времени, чем восстание Ингенуя. Он успел выпустить свои монеты — до нашего времени дошли чрезвычайно редкие антонинианы с изображением самого Регалиана и его супруги (или, по другому мнению, матери) Сульпиции Дриантиллы. Все они были найдены исключительно на территории Верхней Паннонии и чеканились, скорее всего, в Карнунте. Обнаруженные монеты представляют собой надчеканки монет Каракаллы, Александра Севера, Юлии Домны и Юлии Мезы. На основании легенд этих монет, которые упоминают Августов (а не одного Августа), Йозеф Фитц сделал предположение, что Регалиан пропагандировал таким образом идею союза с другим узурпатором, Постумом.
Галлиен, занятый войной в Галлии, не сразу среагировал на новый мятеж на Дунаю, однако и Регалиан не мог, очевидно, предпринять каких-то активных действий по расширению зоны своего влияния поскольку он был вынужден сразу же отражать нашествия сарматов и квадов или роксоланов. Возможно, первоначально он даже одержал какие-то победы (по крайней мере, на монетах есть надписи «VICTORIA»), однако вскоре, как сообщает «История Августов», «был убит по подстрекательству роксоланов, с согласия воинов, под влиянием страха, охватившего провинциалов, как бы Галлиен не применил снова ещё более жестоких мер». На этом основании некоторыми исследователями делается вывод, что в действительности Регалиан не был побежден Галлиеном, который позднее лишь наказал его сторонников. Данная версия была принята Й. Фитцем и другими историками. Но, как то ни было, это всего лишь реконструкция событий. Фитц в подтверждение её указывает на значительные опустошения, причиненные паннонским городам в это время. По мнению Ю. К. Колосовской, для борьбы со сторонниками Регалиана Галлиен использовал германские легионы и мавретанскую кавалерию под руководством Авреола.

### Итоги восстания
Выступление Регалиана по-разному оценивается в исследовательской литературе — одни историки считают его узурпацию, также как и более раннюю узурпацию Ингенуя проявлением сепаратизма провинций Римской империи и попыткой создания отдельной Дунайской империи (по аналогии с Галльской). По другому, более распространенному на данный момент взгляду, эти выступления не являлись попытками отделения от Рима каких-то территорий и Регалиан не двинулся с войсками на Рим только из-за недостатка сил и внешней угрозы.
Сознательно или бессознательно, но Регалиан оказал ценную услугу Галлиену. Он выиграл для Галлиена драгоценное время, позволив тому обратить внимание на более приоритетную угрозу алеманнского вторжения в Италию, сражаясь сам с местными врагами. Однако, это не внушало у местных жителей доверие к центральному правительству. В следующем году, когда другая пара узурпаторов (Макрианы) прибыла с востока, они приобрели много сторонников в паннонских провинциях, желавших помочь им свергнуть Галлиена.

## Комментарии
1. ↑  В «Истории Августов» также есть биография некого узурпатора Требеллиана. Однако исследователи считают этого узурпатора вымыслом автора жизнеописаний «тридцати тиранов», а его имя, по мнению разных учёных, произошло либо от имени самого автора (Требеллий Поллион), либо было позаимствовано им у Евтропия, который допустил ошибку в написании. См.: Евтропий. Бревиарий от основания Города. СПб., 2001. Д. В. Кареев. Прим. 42 к книге IX. С. 253.